# Асланова, Эльмира
Эльмира Асланова (азерб. Elmira Aslanova; род. 3 июня 1982, Кедабек)) — азербайджанская альпинистка, первая женщина из Азербайджана, покорившая Эверест. Также стала первой женщиной, поднявшей флаг Азербайджана на вершинах Килиманджаро, Охос-дель-Саладо и Аконкагуа.

## Биография
Родилась 3 июня 1982 года в г. Кедабек. В 1989 году вместе с семьёй переехала в село Карпово-Крепенко Свердловского района Ворошиловградской области УССР. Через год семья переехала в город Свердловск.
С 2000 по 2005 год обучалась в Харьковском национальном университете имени В. Н. Каразина, где получила образование филолога, переводчика английского и немецкого языков, а также преподавателя английского языка и литературы.
После начала украинского конфликта несколько месяцев жила в Швеции.

## Альпинизм
Начала альпинистскую карьеру в 2018 году, совершив трекинговый поход в Непале с прохождением перевала Торонг-Ла (5 416 м). Затем отправилась в Тибет, где прошла вокруг горы Кайлас (5 600 м).
После восхождения на Эверест Асланова планирует завершить маршрут «Семь вершин мира», до завершения которого осталось 4 горы.
Подготовила книгу о восхождении на Эверест.

#### Подъём на Эверест
Перед подъёмом руководитель группой альпинистов «Альфамания» составил для неё план подготовки, который включал кардиотренировки, массаж, походы в горы.
Затраты на подъём на Эверест составили 60 000 долларов. Экспедиция совершена в мае 2023 года. Поднималась на Эверест в составе украинской группы во главе с Валентином Сипавиным.
Вся экспедиция длилась 45 дней. Базовый лагерь находился на высоте 5 300 метров. Самой тяжёлой частью восхождения стали акклиматизация и подъём по льду.
В ходе восхождения в начале экспедиции Эльмира заболела. Ей пришлось принимать антибиотики. На пути к последнему лагерю встретили два завёрнутых тела погибших, которых несли вниз.
Перед одним из участников один из альпинистов не из их группы сорвался, и упал с обрыва. 
После нескольких пробных выходов группа спустилась на 3 500 метров на три дня для восстановления. После этого началось восхождение. Кислороды несли с собой в баллонах.
Восхождение состоялось 19 мая. На вершине был сильный ветер. Так как мог закончиться кислород, надо было спускаться вниз. Спуск начался через 15 минут после восхождения. 
Основные восхождения:
- Кайлас, перевал Долма Ла (Китай, май 2018) — 5 600 м
- Арарат (Турция, октябрь 2020) — 5 165 м
- Казбек (Грузия, июль 2021) — 5 033 м
- Килиманджаро (Танзания, ноябрь 2021) — 5 895 м
- Сан-Франциско (Чили, январь 2023) — 6 018 м
- Охос-дель-Саладо (Чили, январь 2023) — 6 893 м
- Аконкагуа (Аргентина, февраль 2023) — 6 960,8 м
- Эверест (Китай — Непал, 19 мая 2023) — 8 848,86 м
- Базардюзю (Азербайджан, 31 июля 2023) —4 466 м
- Шахдаг (Азербайджан, 17 сентября 2023) — 4 243 м